# Sport- und Schwimmverein Jahn 2000 Regensburg 2007-2008
Questa voce raccoglie le informazioni riguardanti lo Sport- und Schwimmverein Jahn 2000 Regensburg nelle competizioni ufficiali della stagione 2007-2008.

## Stagione
Nella stagione 2007-2008 il Jahn Regensburg, allenato da Günter Güttler, concluse il campionato di Regionalliga sud al 9º posto.

## Rosa
| N. |                                 | Ruolo | Calciatore          |
| -- | ------------------------------- | ----- | ------------------- |
| 1  | Germania (bandiera)             | P     | Andreas Lengsfeld   |
| 2  | Germania (bandiera)             | D     | Stefan Binder       |
| 3  | Germania (bandiera)             | C     | David Romminger     |
| 4  | Germania (bandiera)             | C     | Sebastian Kreis     |
| 5  | Bosnia ed Erzegovina (bandiera) | D     | Mersad Selimbegović |
| 6  | Germania (bandiera)             | D     | Dennis Grassow      |
| 7  | Burkina Faso (bandiera)         | D     | Moïse Bambara       |
| 8  | Germania (bandiera)             | C     | Tobias Schlauderer  |
| 9  | Rep. Ceca (bandiera)            | A     | Petr Stoilov        |
| 10 | Albania (bandiera)              | C     | Armando Zani        |
| 11 | Germania (bandiera)             | A     | Maximilian Mies     |
| 12 | Germania (bandiera)             | C     | Sebastian Escherich |
| 13 | Germania (bandiera)             | D     | Emre Anuk           |

| N. |                                 | Ruolo | Calciatore         |
| -- | ------------------------------- | ----- | ------------------ |
| 14 | Germania (bandiera)             | C     | Stefan Jarosch     |
| 15 | Germania (bandiera)             | C     | Manuel Hiemer      |
| 16 | Germania (bandiera)             | C     | Andreas Schäffer   |
| 17 | Germania (bandiera)             | D     | Christian Brunner  |
| 19 | Germania (bandiera)             | C     | Harald Fleischer   |
| 20 | Germania (bandiera)             | A     | Özgür Kart         |
| 21 | Germania (bandiera)             | C     | Tobias Zellner     |
| 22 | Germania (bandiera)             | P     | Rouven Sattelmaier |
| 23 | Germania (bandiera)             | D     | Andreas Brysch     |
| 24 | Turchia (bandiera)              | A     | Emre Güral         |
| 27 | Germania (bandiera)             | A     | Nico Beigang       |
| 29 | Germania (bandiera)             | C     | Andreas Güntner    |
|    | Bosnia ed Erzegovina (bandiera) | C     | Sinisa Rudan       |

## Organigramma societario
Area tecnica
- Allenatore: Günter Güttler
- Allenatore in seconda: Markus Weinzierl
- Preparatore dei portieri: Jürgen Hahn
- Preparatori atletici:
- Analisi video:

## Calciomercato

### Sessione estiva
| Acquisti | Acquisti           | Acquisti            | Acquisti |
| R.       | Nome               | da                  | Modalità |
| -------- | ------------------ | ------------------- | -------- |
| D        | Stefan Binder      | Siegen              |          |
| C        | Harald Fleischer   | Greuther Fürth II   |          |
| C        | Manuel Hiemer      | Ingolstadt 04       |          |
| A        | Özgür Kart         | Wacker Burghausen   |          |
| A        | Maximilian Mies    | Bayer Leverkusen II |          |
| P        | Rouven Sattelmaier | Jahn Ratisbona II   |          |
| C        | Armando Zani       | Ingolstadt 04       |          |
| C        | Tobias Zellner     | Pirmasens           |          |

| Cessioni | Cessioni            | Cessioni          | Cessioni |
| R.       | Nome                | a                 | Modalità |
| -------- | ------------------- | ----------------- | -------- |
| P        | Rainer Adolf        | Magonza II        |          |
| D        | Markus Bauer        | TSV Crailsheim    |          |
| C        | Antonin Dvorak      | Weiden            |          |
| C        | Harald Gfreiter     | Jahn Ratisbona II |          |
| A        | Christian Pollinger | Seligenporten     |          |
| A        | Markus Reisinger    | Norimberga II     |          |

### Sessione invernale
| Acquisti | Acquisti           | Acquisti          | Acquisti |
| R.       | Nome               | da                | Modalità |
| -------- | ------------------ | ----------------- | -------- |
| A        | Nico Beigang       | Kickers Stoccarda |          |
| C        | Tobias Schlauderer | Ingolstadt 04     |          |

| Cessioni | Cessioni      | Cessioni   | Cessioni |
| R.       | Nome          | a          | Modalità |
| -------- | ------------- | ---------- | -------- |
| A        | Jürgen Schmid | Sandhausen |          |

## Risultati

### Regionalliga

#### Girone di andata
| Arbitro: | Fleischer |

|                  |           |               |
| Stoilov 24’, 45’ | Marcatori | 35’ Rathgeber |

| Arbitro: | Stieler |

|             |           |                       |
| Vaccaro 22’ | Marcatori | 37’, 49’, 65’ Stoilov |

| Arbitro: | Steinberg |

|                        |           |                            |
| Brysch 11’ Zellner 60’ | Marcatori | 12’ Feinbier 90’ Sebastiao |

| Arbitro: | Brych |

|  |           |            |
|  | Marcatori | 68’ Schmid |

| Arbitro: | Kunzmann |

|                     |           |                               |
| Perchtold 6’ (rig.) | Marcatori | 50’ (rig.) Romminger 78’ Zani |

| Arbitro: | Kampka |

|            |           |  |
| Stoilov 6’ | Marcatori |  |

| Arbitro: | Kempter |

|                    |           |                                                   |
| Blessin 20’ (rig.) | Marcatori | 9’ (rig.) Grassow 15’ Schmid 74’ (aut.) Assoumani |

| Arbitro: | Stark |

|                       |           |  |
| Brysch 48’ Schmid 90’ | Marcatori |  |

| Arbitro: | Walz |

|                                            |           |  |
| Bauer 10’ Schmidt 21’ Berger 26’ Beyer 86’ | Marcatori |  |

| Arbitro: | Fritz |

|          |           |                                                    |
| Kart 65’ | Marcatori | 23’ Barg 42’ Stindl 63’ Brosinski 68’ Heckenberger |

| Arbitro: | Drees |

|          |           |  |
| Leis 84’ | Marcatori |  |

| Ratisbona 19 ottobre 2007, ore 18:30 CEST 12ª giornata | Jahn Ratisbona | 0 – 0 referto | Oggersheim | Jahnstadion (1 975 spett.)\| Arbitro: \| Blos \| |
| Arbitro:                                               | Blos           |               |            |                                                  |

| Arbitro: | Pflaum |

|          |           |  |
| Kurz 81’ | Marcatori |  |

| Arbitro: | Stark |

|             |           |           |
| Stoilov 59’ | Marcatori | 15’ Traub |

| Arbitro: | Christ |

|                               |           |  |
| Romminger 24’ (aut.) Meha 25’ | Marcatori |  |

| Arbitro: | Dingert |

|                 |           |               |
| Schmid 34’, 50’ | Marcatori | 52’ Kučuković |

| Arbitro: | Kampka |

|              |           |                                         |
| Husterer 36’ | Marcatori | 30’ Schmid 63’ Kreis 90’ (rig.) Zellner |

#### Girone di ritorno
| Arbitro: | Kempter |

|              |           |  |
| Gülselam 43’ | Marcatori |  |

| Arbitro: | Stieler |

|                    |           |             |
| Zellner 40’ (rig.) | Marcatori | 86’ Vaccaro |

| Arbitro: | Fritz |

|  |           |                         |
|  | Marcatori | 45’ Bambara 83’ Stoilov |

| Arbitro: | Walz |

|             |           |                                   |
| Beigang 27’ | Marcatori | 35’ Wohlfarth 37’ Aygün 45’ Demir |

| Arbitro: | Christ |

|  |           |                                 |
|  | Marcatori | 21’ Kolinger 55’ Rahn 75’ Morys |

| Arbitro: | Steinberg |

|              |           |               |
| Calamita 55’ | Marcatori | 36’ Romminger |

| Arbitro: | Seiwert |

|  |           |            |
|  | Marcatori | 48’ Okpala |

| Arbitro: | Kempter |

|                                  |           |            |
| Linke 18’ Yılmaz 82’ Celozzi 88’ | Marcatori | 3’ Stoilov |

| Arbitro: | Karle |

|  |           |                     |
|  | Marcatori | 49’ Beyer 50’ Bauer |

| Arbitro: | Schumacher |

|             |           |  |
| Fischer 30’ | Marcatori |  |

| Arbitro: | Siebert |

|                      |           |           |
| Stoilov 74’ Kart 90’ | Marcatori | 36’ Grgić |

| Arbitro: | Trautmann |

|            |           |                      |
| Böcher 65’ | Marcatori | 80’ Kart 89’ Stoilov |

| Arbitro: | Lupp |

|                    |           |                      |
| Zellner 80’ (rig.) | Marcatori | 26’ Belleri 62’ Kurz |

| Arbitro: | Seemann |

|                     |           |                                                               |
| Traub 23’ Alder 35’ | Marcatori | 45’ (rig.) Romminger 52’ Schäffer 67’ Hiemer 80’, 90’ Stoilov |

| Arbitro: | Anklam |

|  |           |                                |
|  | Marcatori | 6’ Haas 10’ Bischoff 42’ Maroh |

| Arbitro: | Henschel |

|  |           |                      |
|  | Marcatori | 22’ (rig.) Romminger |

| Arbitro: | Meyer |

|  |           |                                |
|  | Marcatori | 51’ Hillebrand 89’ Weißenfeldt |

## Statistiche

### Statistiche di squadra
| Competizione     | Punti | In casa | In casa | In casa | In casa | In casa | In casa | In trasferta | In trasferta | In trasferta | In trasferta | In trasferta | In trasferta | Totale | Totale | Totale | Totale | Totale | Totale | DR |
| Competizione     | Punti | G       | V       | N       | P       | Gf      | Gs      | G            | V            | N            | P            | Gf           | Gs           | G      | V      | N      | P      | Gf     | Gs     | DR |
| ---------------- | ----- | ------- | ------- | ------- | ------- | ------- | ------- | ------------ | ------------ | ------------ | ------------ | ------------ | ------------ | ------ | ------ | ------ | ------ | ------ | ------ | -- |
| Regionalliga sud | 47    | 17      | 5       | 4       | 8       | 16      | 27      | 17           | 9            | 1            | 7            | 24           | 21           | 34     | 14     | 5      | 15     | 40     | 48     | -8 |
| Totale           | 47    | 17      | 5       | 4       | 8       | 16      | 27      | 17           | 9            | 1            | 7            | 24           | 21           | 34     | 14     | 5      | 15     | 40     | 48     | -8 |

### Andamento in campionato
| Giornata  | 1 | 2 | 3 | 4 | 5 | 6 | 7 | 8 | 9 | 10 | 11 | 12 | 13 | 14 | 15 | 16 | 17 | 18 | 19 | 20 | 21 | 22 | 23 | 24 | 25 | 26 | 27 | 28 | 29 | 30 | 31 | 32 | 33 | 34 |
| --------- | - | - | - | - | - | - | - | - | - | -- | -- | -- | -- | -- | -- | -- | -- | -- | -- | -- | -- | -- | -- | -- | -- | -- | -- | -- | -- | -- | -- | -- | -- | -- |
| Luogo     | C | T | C | T | T | C | T | C | T | C  | T  | C  | T  | C  | T  | C  | T  | T  | C  | T  | C  | C  | T  | C  | T  | C  | T  | C  | T  | C  | T  | C  | T  | C  |
| Risultato | V | V | N | V | V | V | V | V | P | P  | P  | N  | P  | N  | P  | V  | V  | P  | N  | V  | P  | P  | N  | P  | P  | P  | P  | V  | V  | P  | V  | P  | V  | P  |
| Posizione | 6 | 3 | 2 | 1 | 1 | 1 | 1 | 1 | 1 | 1  | 4  | 4  | 4  | 4  | 5  | 4  | 4  | 4  | 4  | 4  | 5  | 5  | 7  | 8  | 8  | 9  | 11 | 7  | 7  | 9  | 9  | 10 | 9  | 9  |

Legenda:

Luogo: C = Casa; T = Trasferta. Risultato: V = Vittoria; N = Pareggio; P = Sconfitta.

### Statistiche dei giocatori
| E. Anuk         | 2  | 0  | 0  | 0 |
| M. Bambara      | 24 | 1  | 5  | 0 |
| N. Beigang      | 14 | 1  | 2  | 0 |
| S. Binder       | 28 | 0  | 9  | 1 |
| C. Brunner      | 0  | 0  | 0  | 0 |
| A. Brysch       | 23 | 2  | 5  | 0 |
| S. Escherich    | 21 | 0  | 3  | 0 |
| H. Fleischer    | 16 | 0  | 0  | 0 |
| D. Grassow      | 23 | 1  | 7  | 1 |
| A. Güntner      | 1  | 0  | 0  | 0 |
| E. Güral        | 6  | 0  | 1  | 0 |
| M. Hiemer       | 25 | 1  | 1  | 0 |
| S. Jarosch      | 23 | 0  | 4  | 0 |
| Ö. Kart         | 28 | 3  | 2  | 0 |
| S. Kreis        | 15 | 1  | 4  | 0 |
| A. Lengsfeld    | 33 | 0  | 0  | 0 |
| M. Mies         | 1  | 0  | 0  | 0 |
| D. Romminger    | 27 | 4  | 7  | 0 |
| S. Rudan        | 1  | 0  | 0  | 0 |
| R. Sattelmaier  | 1  | 0  | 0  | 0 |
| T. Schlauderer  | 10 | 0  | 0  | 0 |
| J. Schmid       | 19 | 6  | 3  | 0 |
| A. Schäffer     | 25 | 1  | 5  | 0 |
| M. Selimbegović | 27 | 0  | 10 | 0 |
| P. Stoilov      | 33 | 13 | 1  | 0 |
| A. Zani         | 13 | 1  | 1  | 0 |
| T. Zellner      | 30 | 4  | 4  | 0 |